# Falcon (음반)
Falcon은 영국 맨체스터의 인디 록 밴드 커티너스(The Courteeners)의 두 번째 정규 음반이다. 보컬 및 기타리스트를 맡고 있는 리암 프레이가 전곡의 작곡 및 작사를 담당했다. 이것은 공식적으로 2009년 12월 7일 사전 예약이 가능했지만, 앨범은 2010년 2월 22일 발매되었다. 앨범 발매 후에 많은 비평가들로부터 다양한 평을 얻지만, 몇몇의 메이저 음악 잡지인 NME나 모조(Mojo)에서는 대단히 긍정적인 평가를 내놓고 있다. 

## 트랙
1. "The Opener" - 5:19
2. "Take Over The World" - 3:44
3. "Cross My Heart & Hope to Fly" - 4:01
4. "You Overdid It Doll" - 4:09
5. "Lullaby" - 4:09
6. "Good Times Are Calling" - 3:15
7. "The Rest of the World Has Gone Home" - 3:27
8. "Sycophant" - 4:31
9. "Cameo Brooch" - 4:20
10. "Scratch Your Name Upon My Lips" - 4:29
11. "Last of the Ladies" - 3:25
12. "Will It Be This Way Forever?" - 4:39

## 보너스 CD 에디션 트랙
1. "Revolver"
2. "Bojangles"
3. "You're the Man"
4. "Meanwhile Back at the Ranch"
5. "Forget the Weight of the World"